# Onze-Lieve-Vrouw Geboortekerk (Ohé en Laak)
De Onze-Lieve-Vrouw Geboortekerk is de parochiekerk van Ohé en Laak, die zich bevindt aan Kerkstraat 4, in de Nederlandse gemeente Maasgouw.

## Geschiedenis
De kerk werd gebouwd in 1867 en architect was Antonius Cornelis Bolsius. Het is een bakstenen kruisbasiliek met achthoekige vieringtoren welke gebouwd is in een mengsel van neoromaanse en neogotische stijl. In 1918 werden, links en rechts van de hoofdingang, twee kapellen aangebouwd. De kerk werd in 1944 beschadigd door oorlogsgeweld en in 1946 hersteld. Van 1994-1995 werd het gebouw gerestaureerd.

## Gebouw
De kerk heeft een halfronde apsis. Tegen de achterzijde van de vieringtoren bevinden zich twee in elkaar overgaande ronde torentjes. De westgevel en de transeptarmen zijn voorzien van roosvensters.
De kerk bevat 21 glas-in-loodramen door H. Oidtmann. Ze bezit een 14e-eeuws hardstenen doopvont. Verder zijn er heiligenbeelden van de 15e tot en met de 19e eeuw. De biechtstoelen zijn van 1870 en afkomstig uit het atelier van Pierre Cuypers.